# 6 Pułk Zmechanizowany (LWP)

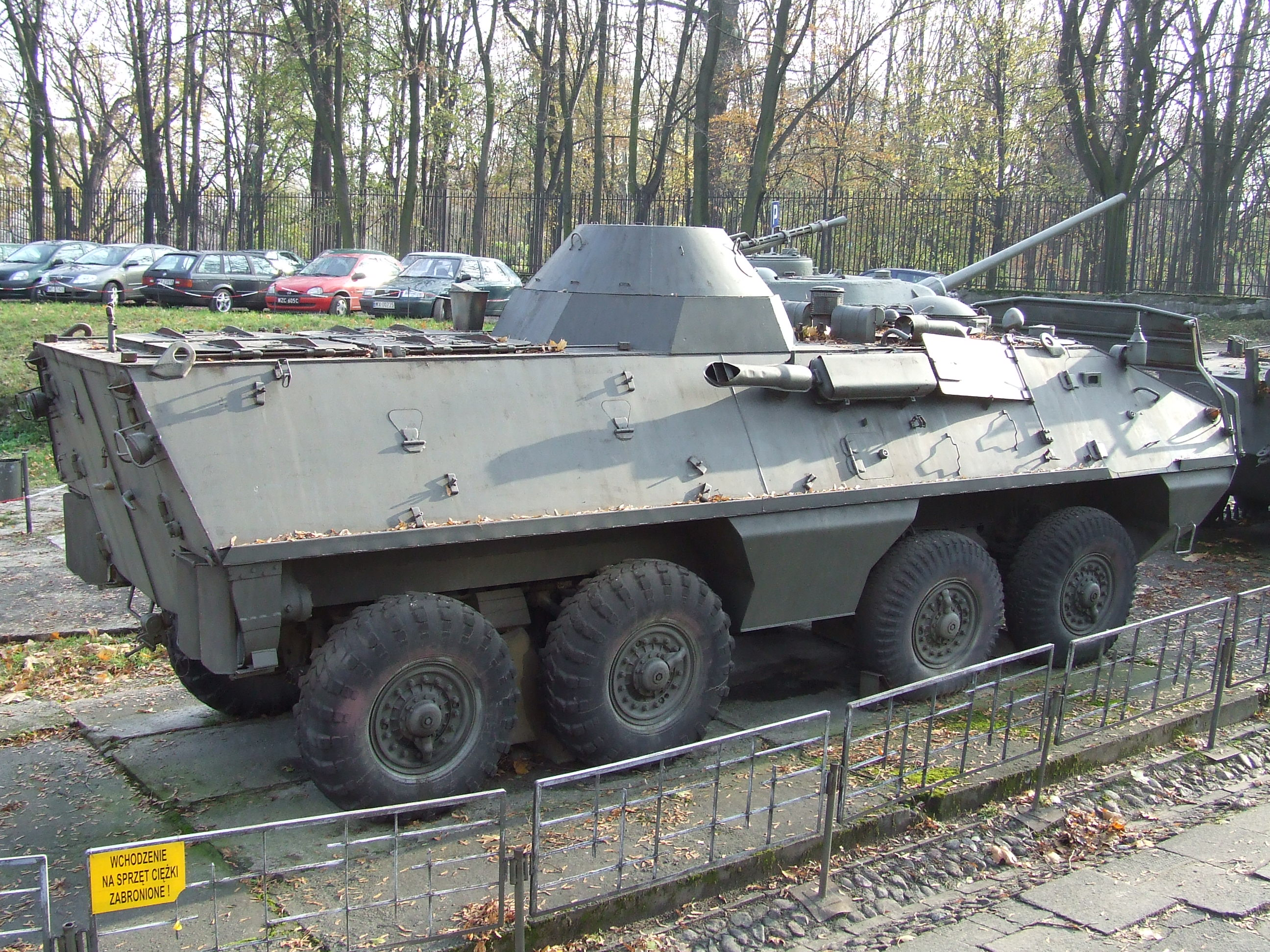
Podstawowy transporter pułku SKOT 2A

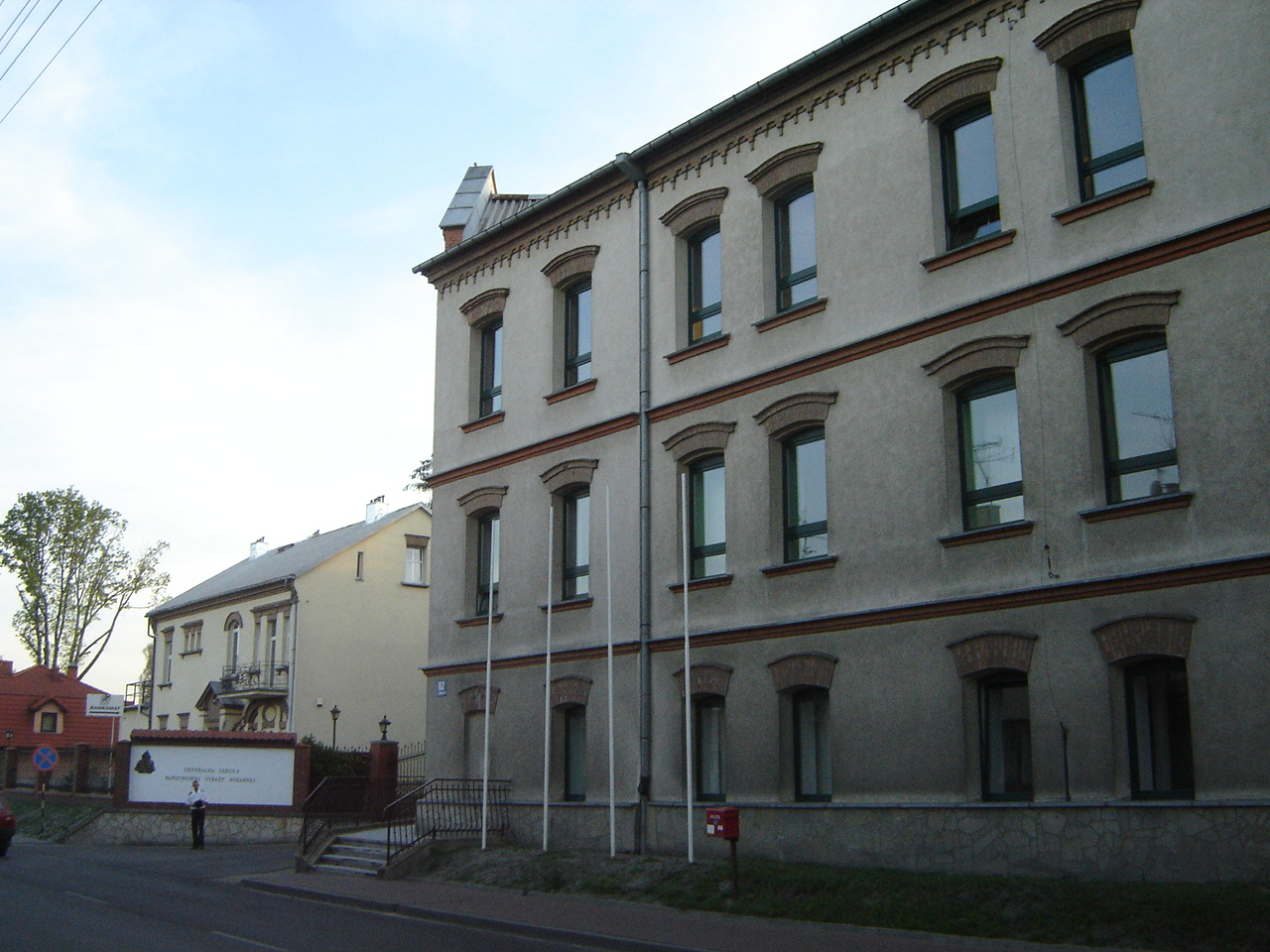
Koszary pułku w Częstochowie

6 Warszawski pułk zmechanizowany (6 pz) – oddział zmechanizowany Sił Zbrojnych PRL.
Wchodził w skład 2 Warszawskiej Dywizji Zmechanizowanej. Stacjonował w Częstochowie, w koszarach przy ul. Sabinowskiej.
Jako tereny ćwiczeń użytkowany był poligon wojskowy leżący pomiędzy wsiami Nierada i Łaziec, na terenie gminy Poczesna, około 8 km na południe od Częstochowy. Strzelnica w dzielnicy Zacisze i Kawodrza Górna.

Przeformowany w 6 Ośrodek Materiałowo-techniczny (JW 2682). W 1994 rozformowany

## Żołnierze pułku
- Zbigniew Blechman

## Skład (lata 80. XX w.)
- Dowództwo i sztab
  - 3 x bataliony zmechanizowane
  - batalion czołgów
  - kompania rozpoznawcza
  - bateria haubic 122mm
  - bateria ppanc
  - kompania saperów
  - bateria plot
  - kompania łączności
  - kompania zaopatrzenia
  - kompania remontowa
  - kompania medyczna
  - pluton chemiczny
  - pluton ochrony i regulacji ruchu

## Rozformowanie
W 1989, w związku ze zmianami restrukturyzacyjnymi w Wojsku Polskim 49 pułk zmechanizowany z Wałcza przyjął nazwę rozformowywanego 6 pułku zmechanizowanego z Częstochowy. Przeformowano również jego strukturę na pułk zunifikowany.